# وينديل وود
وينديل وود (بالإنجليزية: Wendell Wood)‏ هو كاتب أمريكي، ولد في 15 نوفمبر 1949، وتوفي في 11 أغسطس 2015.